# 야사카역 (기후현)
야사카역(일본어: 八坂駅)은 일본 기후현 구조시에 위치한 나가라가와 철도 에쓰미난 선의 철도역이다. 단선 승강장 1면 1선 구조를 갖춘 지상역이다.

## 이용 현황
| 승차 인원 추이 | 승차 인원 추이     |
| 연도           | 1일 평균 승차 인원 |
| -------------- | ------------------ |
| 2011           | 4                  |
| 2012           | 3                  |
| 2013           | 3                  |
| 2014           | 5                  |
| 2015           | 5                  |

## 역 주변
- 도카이 호쿠리쿠 자동차도
- 국도 제156호선
- 나가라강
- 야사카 신사

## 역사
- 1952년 7월 1일 : 일본국유철도 한자이역으로서 개업. 여객 영업만.
- 1986년 12월 11일 : 일본국유철도 에쓰미난 선이 나가라가와 철도로의 전환으로 인해 이 회사의 역이 됨.
- 2006년 4월 1일 : 야사카역으로 개칭.

## 인접 역
| 나가라가와 철도 에쓰미난 선 | 나가라가와 철도 에쓰미난 선 | 나가라가와 철도 에쓰미난 선    |
| --------------------------- | --------------------------- | ------------------------------ |
| 곤노 미노오타 방면          | ■ 에쓰미난 선               | 미나미코다카라온센 호쿠노 방면 |